# Rauken
Rauken (Sisymbrium) sind die einzige Gattung der Tribus Sisymbrieae in der Pflanzenfamilie der Kreuzblütengewächse (Brassicaceae). Die etwa 41 Arten kommen in den gemäßigten Gebieten Eurasiens und Nordamerikas sowie einige Arten in subtropischen und tropischen Bergländern vor. In vielen Teilen der Welt sind einige Arten Neophyten.
Die Senfrauken, zu denen auch Rucola zählt, bilden eine andere Gattung, auch die Arten der Doppelsamen (Diplotaxis) werden volkstümlich Rauken genannt.

## Beschreibung

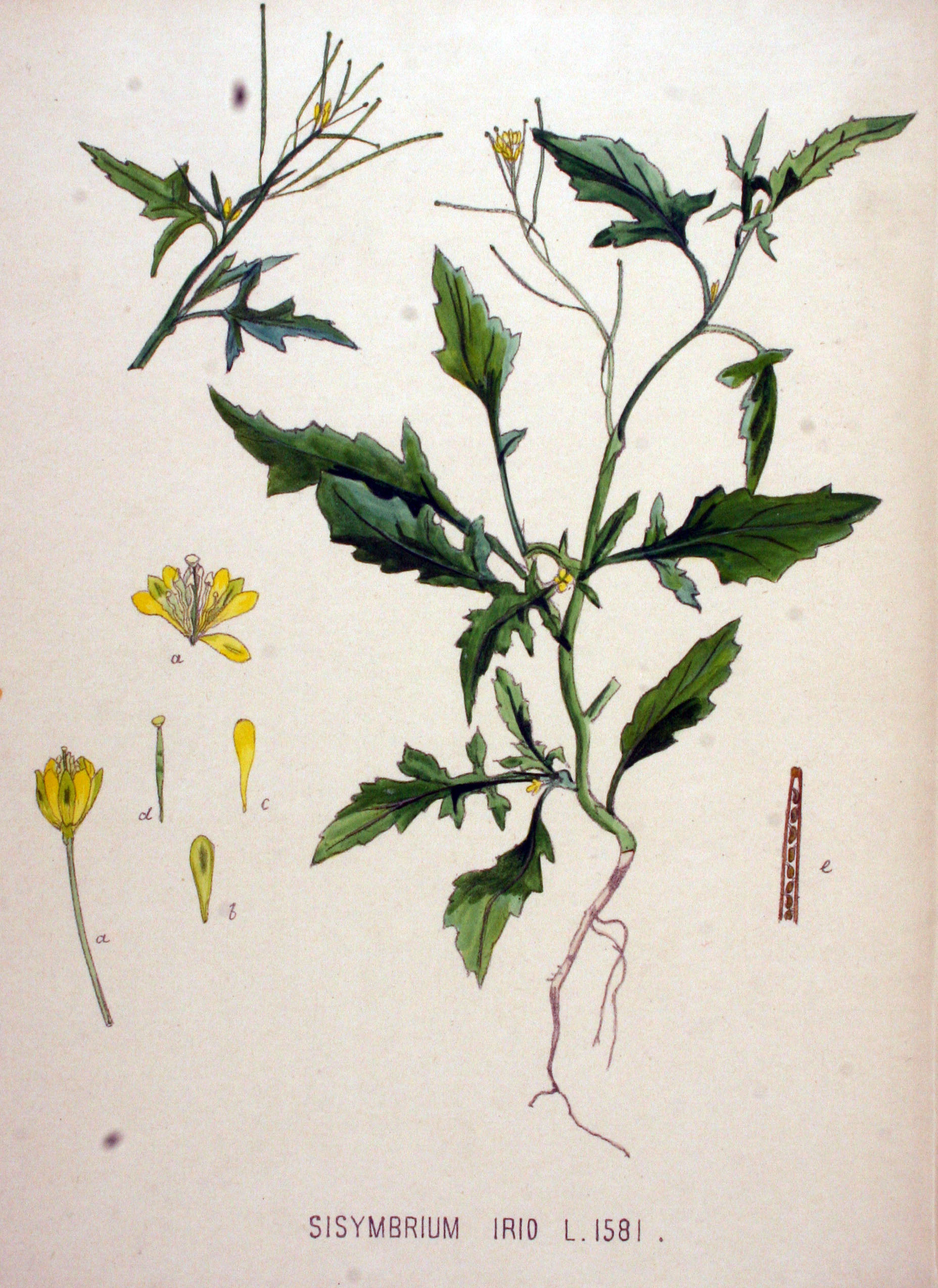
Illustration der Glanz-Rauke (Sisymbrium irio) aus Flora Batava, Volume 20

### Vegetative Merkmale
Sisymbrium-Arten wachsen als ein-, zweijährige oder ausdauernde krautige Pflanzen. Die Pflanzenteile sind kahl oder mit meist einfachen Haaren besetzt. Ihre Laubblätter sind fiederteilig bis ungeteilt.

### Generative Merkmale
Ihre Blüten stehen in anfangs oft schirmtraubigen, später nach Streckung der Blütenstandsachse in traubigen Blütenständen.
Die zwittrigen Blüten sind vierzählig. Die vier Kelchblätter sind höchstens undeutlich ausgesackt. Die vier Kronblätter sind verkehrt eiförmig bis spatelförmig und gelb. Es sind sechs Staubblätter vorhanden und die Staubfäden sind ohne Anhängsel. Die Nektarien sind ringförmig angelegt.
Die linealischen Schoten besitzen zwei ein- bis dreinervigen Fruchtklappen. Die Samen stehen in einer Reihe.
Die Chromosomengrundzahl beträgt x = 7.

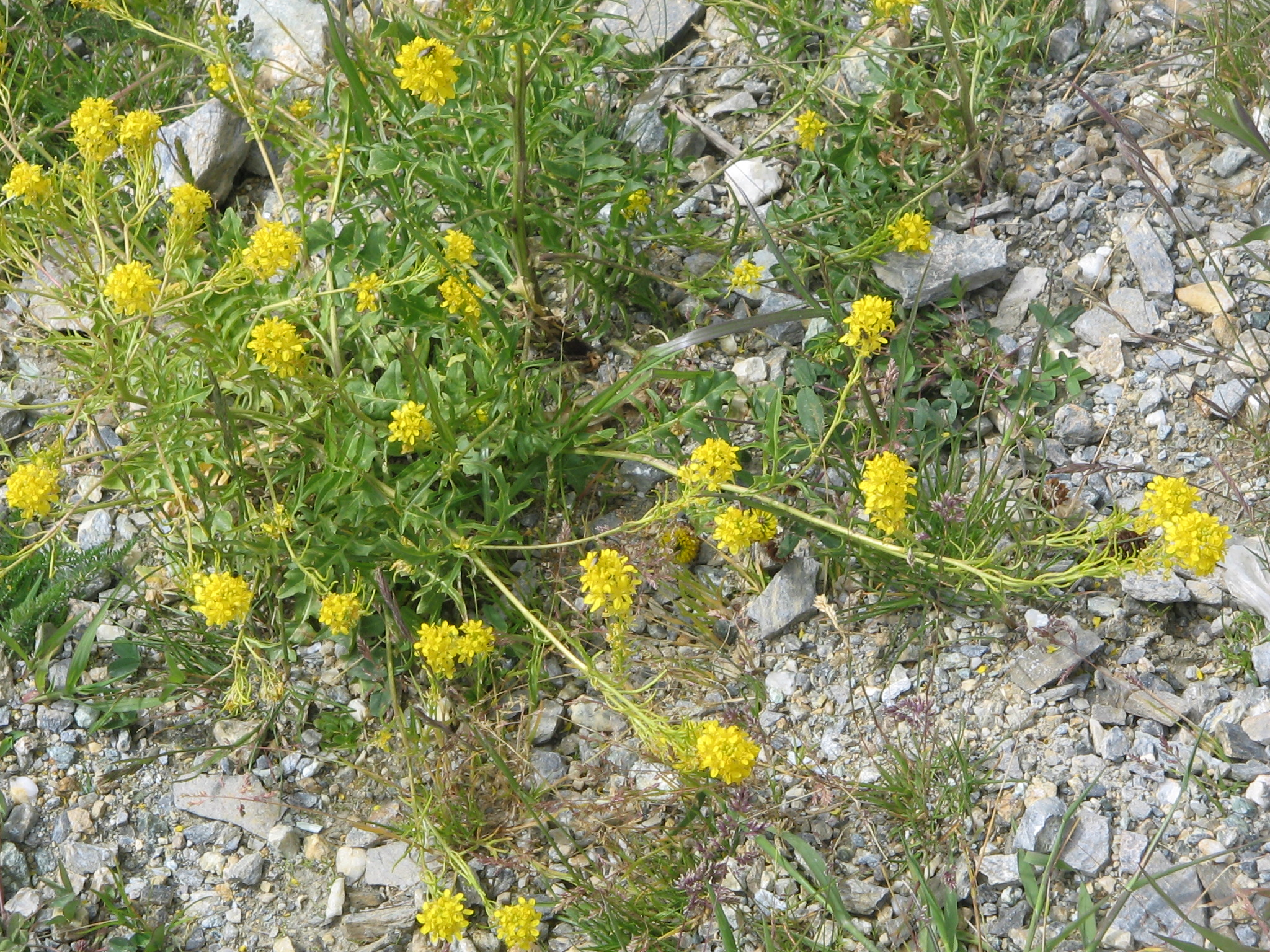
Österreichische Rauke (Sisymbrium austriacum)

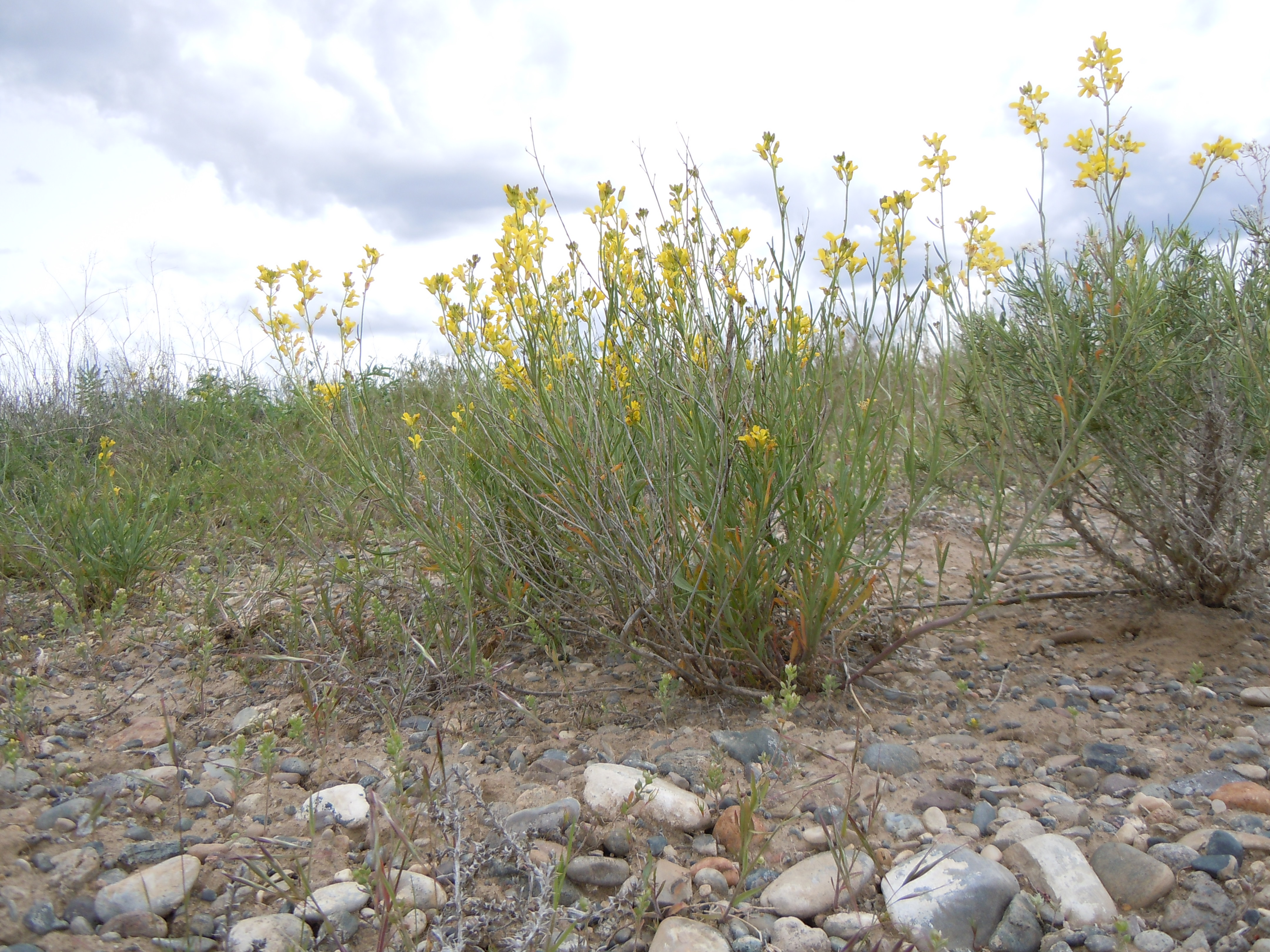
Sisymbrium linifolium

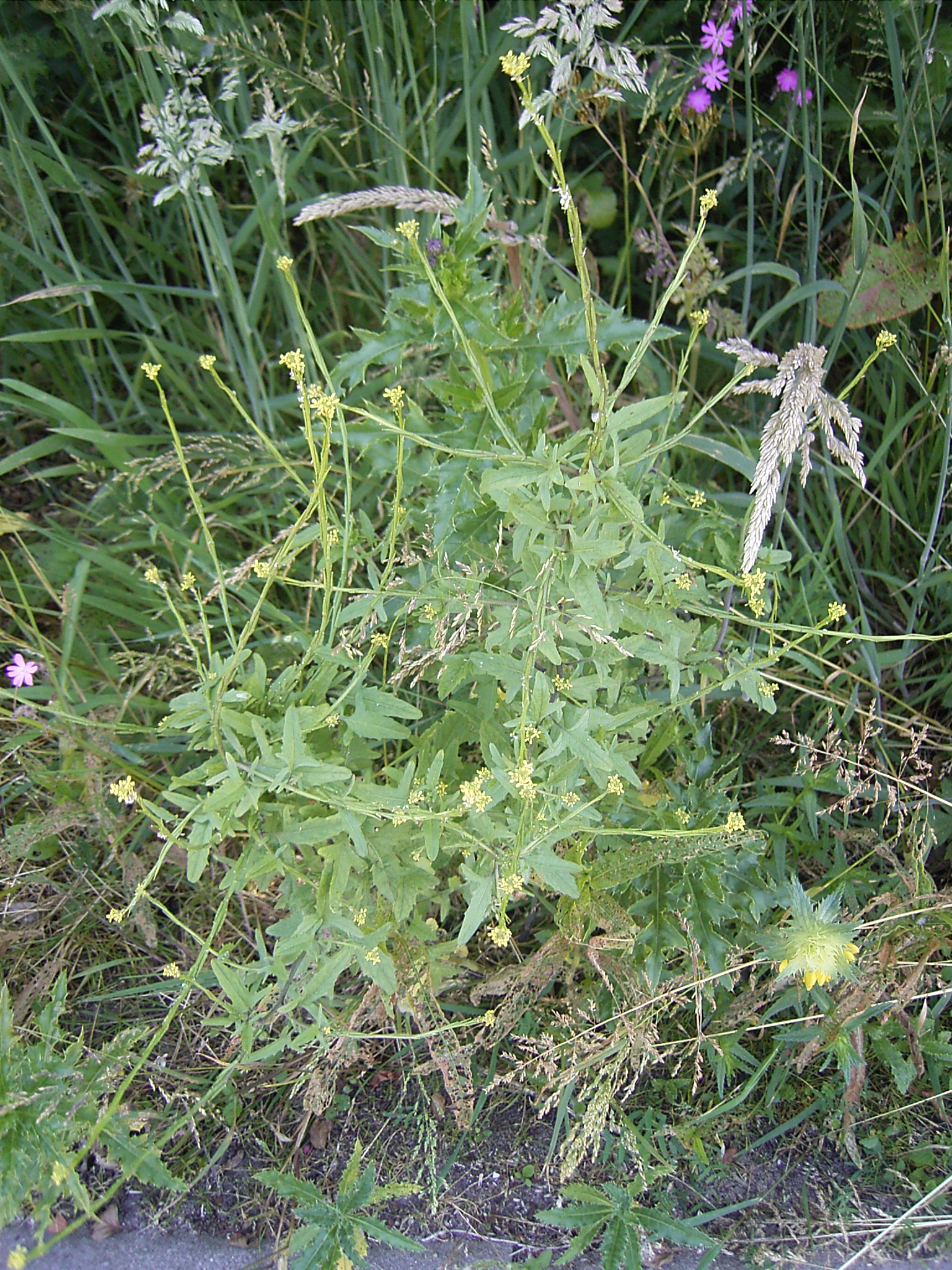
Weg-Rauke (Sisymbrium officinale)

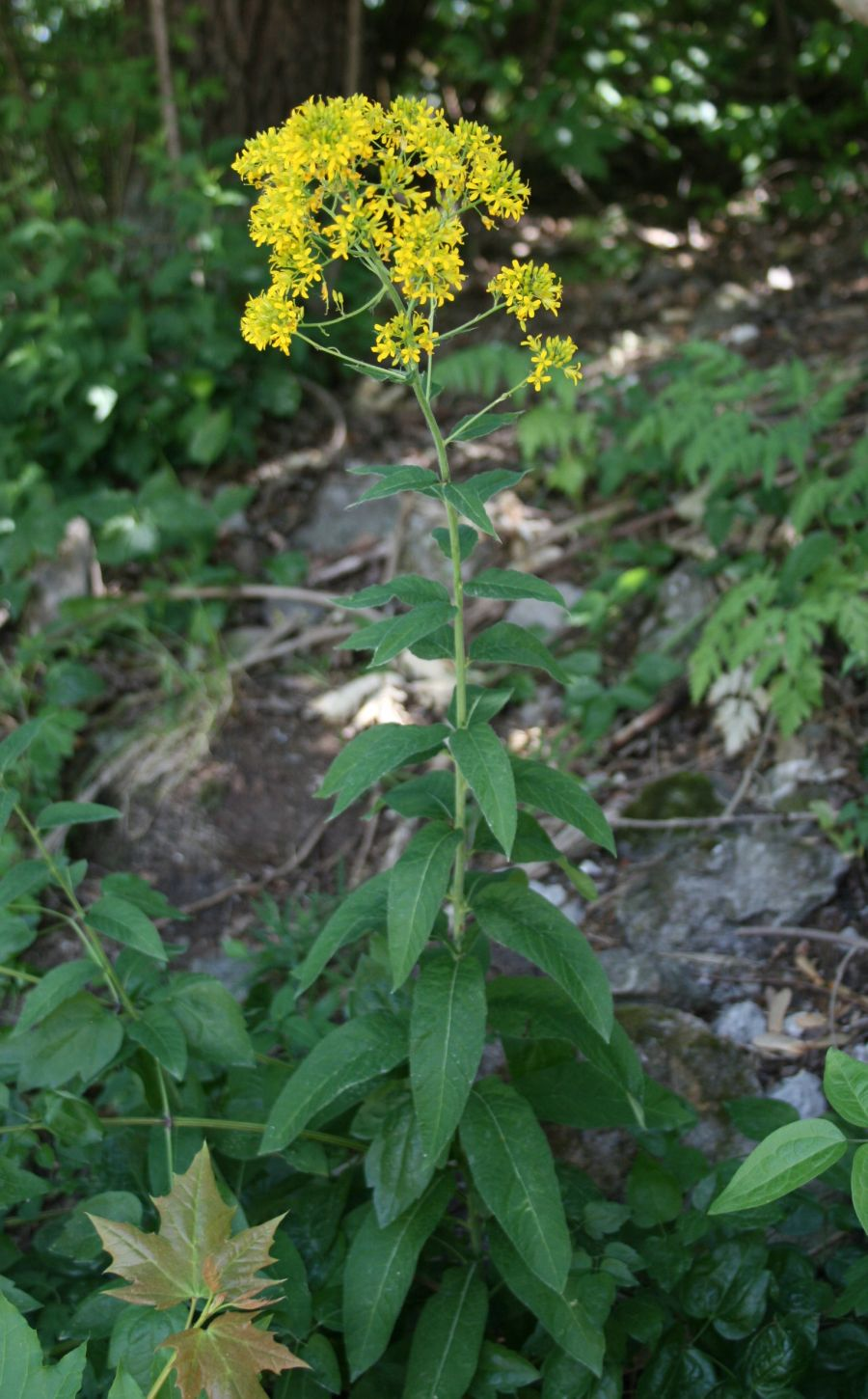
Steife Rauke (Sisymbrium strictissimum)

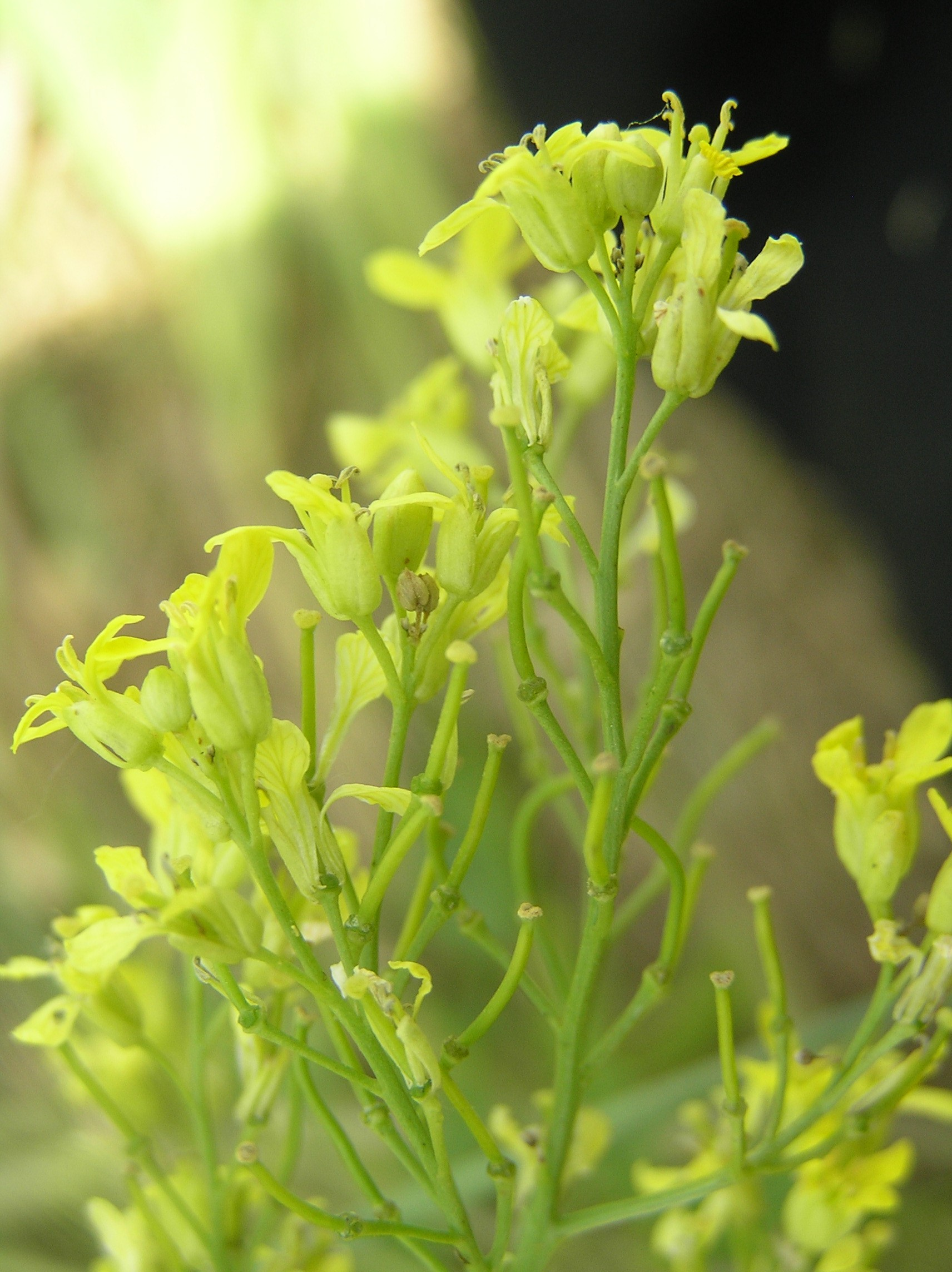
Wolga-Rauke (Sisymbrium volgense)

## Systematik und Verbreitung
Sisymbrium ist die einzige Gattung der Tribus Sisymbrieae in der Familie Brassicaceae. Die Tribus Sisymbrieae wurde 1821 durch Augustin-Pyrame de Candolle in Mémoires du Museum d'Histoire Naturelle. Paris, Band 7, S. 237 unter dem Namen „Sisymbreae“ erstveröffentlicht.
Der Gattungsname Sisymbrium wurde 1753 durch Carl von Linné in Species Plantarum, 2, S. 657–660 erstveröffentlicht. Synonyme für Sisymbrium L. sind: Alaida F.Dvorák, Coelophragmus O.E.Schulz, Dimitria Ravenna, Dimorphostemon Kitag., Lycocarpus O.E.Schulz, Mostacillastrum O.E.Schulz, Pachypodium Webb & Berthel., Phlebiophragmus O.E.Schulz, Velarum Rchb., Schoenocrambe Greene. Beim Gattungsnamen Sisymbrium handelt es sich um eine latinisierten antiken griechischen Namen, der von Dioscorides und Plinius für verschiedene „Senf“-Arten benutzt wurde.
Etwa 41 Arten kommen in den gemäßigten Zonen Eurasiens (zehn Arten in China, sieben Arten in Pakistan) und Nordamerikas (acht Arten), sowie einige Arten in subtropischen und tropischen Bergländern vor. In vielen Teilen der Welt sind einige Arten Neophyten.
Es gibt etwa 41 Sisymbrium-Arten (hier eine Auswahl):
- Ungarische Rauke, auch Riesen-Rauke genannt (Sisymbrium altissimum L.): Das ursprüngliche Verbreitungsgebiet liegt in Süd- und Osteuropa sowie Asien. Beispielsweise in der Neuen Welt sowie Neuseeland ist sie ein Neophyt.
- Sisymbrium assoanum Loscos & Pardo: Sie kommt in Spanien vor.[3]
- Österreichische Rauke (Sisymbrium austriacum Jacq., Syn.: Sisymbrium multisiliquosum Willk., Sisymbrium pyrenaicum (L.) Vill. nom. illeg., Sisymbrium pyrenaicum subsp. austriacum (Jacq.) Schinz & Thell.): Sie ist von West- bis Mitteleuropa verbreitet.[3]
- Sisymbrium bilobum (C.Koch) Grossh.: Sie kommt in Armenien vor.[3]
- Sisymbrium brassiciforme C.A.Meyer: Sie ist von Usbekistan, Tadschikistan, Turkmenistan, Kasachstan, Kirgisistan, Russland, Afghanistan, über Indien, Kaschmir, Pakistan, Nepal bis zur Mongolei, Xinjiang sowie Tibet verbreitet.[4]
- Sisymbrium cavanillesianum Castroviejo & Valdés-Bermejo: Sie kommt in Spanien vor.[3]
- Sisymbrium confertum Steven ex Turcz. (Syn.: Sisymbrium anomalum Azn., Sisymbrium lagascae Amo, Sisymbrium austriacum subsp. thracicum Azn.): Sie kommt im europäischen Teil der Türkei und auf der Krim vor.[3]
- Sisymbrium crassifolium Cav. (Syn.: Sisymbrium arundanum Boiss., Sisymbrium granatense Boiss., Sisymbrium laxiflorum Boiss., Sisymbrium mariolense (Pau) Pau & Cámara, Sisymbrium crassifolium Cav. subsp. crassifolium, Sisymbrium crassifolium subsp. laxiflorum (Boiss.) O.Bolòs & Vigo): Sie ist von Marokko bis zur Iberischen Halbinsel verbreitet.[3]
- Sisymbrium damascenum Boiss.: Sie kommt im Nahen Osten vor.[3]
- Sisymbrium elatum K.Koch: Sie kommt in Armenien vor.[3]
- Sisymbrium erucastrifolium (Rupr.) Trautv.: Sie kommt im Kaukasusraum vor.[3]
- Sisymbrium erysimoides Desf. (Syn.: Sisymbrium rigidulum Lag.): Sie ist von Portugal und den Azoren über Nordafrika bis zur Sinai-Halbinsel verbreitet.
- Sisymbrium glaucescens Phil.: Sie ist in Argentinien und Chile verbreitet.
- Sisymbrium heteromallum C.A.Meyer: Sie ist von Kasachstan über Pakistan, Indien, der Mongolei, Russland und China bis Korea verbreitet.[4]
- Glanz-Rauke (Sisymbrium irio L.): Sie ist von Europa über Westasien, Tadschikistan, Turkmenistan, Usbekistan und Afghanistan bis Indien, Kaschmir, Pakistan, Nepal bis Xinjiang, Nei Mongol sowie Taiwan verbreitet. Sie ist beispielsweise in der Neuen Welt und Australien ein Neophyt.[4]
- Sisymbrium linifolium (Nutt.) Nutt. ex Torr. & A.Gray (Syn.: Schoenocrambe linifolia (Nutt.) Greene): Sie ist in Nordamerika verbreitet.
- Sisymbrium lipskyi N.Busch: Sie kommt im Kaukasusraum vor.[3]
- Loesels Rauke (Sisymbrium loeselii L.): Sie ist von Mittel- und Osteuropa bis Asien verbreitet.[4] Sie ist in Nordamerika ein Neophyt.
- Sisymbrium luteum (Maxim.) O.E.Schulz: Sie ist in China, Korea, Japan und Russlands Fernen Osten verbreitet.[4]
- Sisymbrium macroloma Pomel: Sie ist in Westeuropa in Spanien und Frankreich verbreitet.[3]
- Sisymbrium maurum Maire: Sie kommt in Marokko vor.[3]
- Weg-Rauke (Sisymbrium officinale (L.) Scopoli): Sie in Eurasien und Nordafrika verbreitet. Sie ist in vielen Gebieten der Welt ein Neophyt.
- Orientalische Rauke (Sisymbrium orientale L., Syn.: Sisymbrium costei Foucaud & Rouy, Sisymbrium columnae Jacq., Sisymbrium longesiliquosum Willk., Sisymbrium subhastatum (Willd.) Hornem.): Sie in Eurasien und Nordafrika verbreitet. Sie ist in der Neuen Welt ein Neophyt.
- Reichblättrige Rauke[5] (Sisymbrium polyceratium L.): Sie ist im Mittelmeerraum verbreitet.
- Sisymbrium polymorphum (Murray) Roth (Syn.: Sisymbrium junceum M.Bieb.): Sie ist von Osteuropa (Kasachstan, Tadschikistan, Kirgisistan), Russland und der Mongolei bis China weitverbreitet.[4]
- Sisymbrium reboudianum Verl.: Sie kommt in Marokko vor.[3]
- Sisymbrium runcinatum Lag. ex DC. (Syn.: Sisymbrium hirsutum DC.): Sie kommt von Nordafrika über die Iberische Halbinsel bis Frankreich vor.[3]
- Sisymbrium septulatum DC. (Syn.: Sisymbrium bilobum (K.Koch) Grossh., Sisymbrium rigidulum Decne.): Sie kommt in Westasien vor.[3]
- Steife Rauke (Sisymbrium strictissimum L., Syn.: Sisymbrium nitidulum Spreng.): Sie ist von Frankreich über Mittel- und Ost- bis Südosteuropa verbreitet.[3]
- Niedrige Rauke (Sisymbrium supinum L.): Sie kommt nur in Europa in Frankreich, in der Schweiz, im Baltikum und Osteuropa sowie in Südschweden vor. Sie kam früher auch in Westdeutschland, Belgien und den Niederlanden vor.[6][7][8]
- Wolga-Rauke (Sisymbrium volgense M.Bieb. ex E.Fourn.): Sie kommt in Osteuropa vor und ist in manchen sonstigen Gebieten in Europa ein Neophyt.
- Sisymbrium yunnanense W.W.Smith (Syn.: Sisymbrium luteum var. yunnanense (W.W.Smith) O.E.Schulz.): Sie gedeiht in Höhenlagen von 2000 bis 3000 Metern in den chinesischen Provinzen Sichuan sowie Yunnan.[4]